# Лејквју (Орегон)
Лејквју (енгл. Lakeview) град је у америчкој савезној држави Орегон.

## Демографија
По попису из 2010. године број становника је 2.294, што је 180 (-7,3%) становника мање него 2000. године.
| Група             | 2000.         | 2010.         |
| Белци             | 2.204 (89,1%) | 1.991 (86,8%) |
| Афроамериканци    | 1 (0,0%)      | 0 (0,0%)      |
| Азијати           | 23 (0,9%)     | 18 (0,8%)     |
| Хиспаноамериканци | 145 (5,9%)    | 179 (7,8%)    |
| Укупно            | 2.474         | 2.294         |